# الرمسة (مأرب)

تعديل مصدري - تعديل

الرمسة هي إحدى قرى عزلة ال راشد منيف بمديرية مأرب التابعة لمحافظة مأرب، بلغ تعداد سكانها 856 نسمة حسب تعداد اليمن لعام 2004.